# Селькупские языки
Сельку́пские языки́ (устар. остя́ко-самое́дский язы́к) — группа родственных языков, на которых говорят северные и южные селькупы (или же остяко-самоеды), на территории Томской области (южноселькупский язык), на севере Красноярского края и в Ямало-Ненецком автономном округе (северноселькупский язык). Относятся к южной группе самодийской ветви уральской языковой семьи. Общее число говорящих и пассивных носителей — около 600 человек.

## Внутренняя классификация

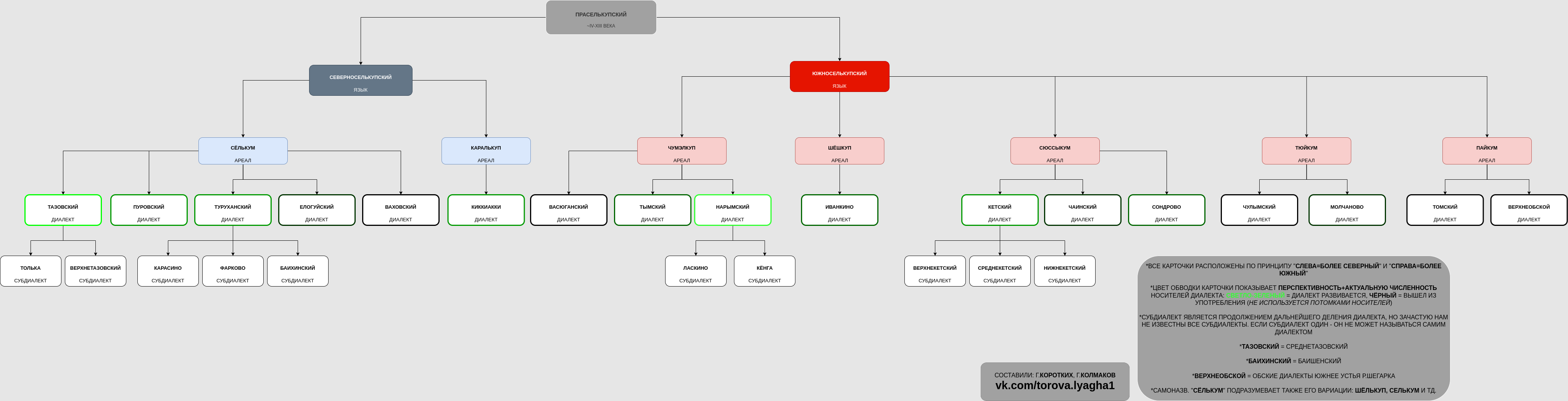
Внутренняя классификация селькупских языков

Селькупские языки образуют диалектный континуум, который делится на два основных ареала. До недавнего времени (на момент 2022 г.) речь шла о едином селькупском языке. На основе многочисленных лингвистических и социолингвистических данных было предложено разделить язык на два: северноселькупский и южноселькупский. Если северноселькупский легко можно рассматривать как отдельный язык со своим диалектным членением, то южноселькупский представляет собой скорее совокупность отдельных диалектов. Основными аргументами за объединение этих диалектов в один язык и отделение его от северноселькупского является отсутствие взаимопонятности между северными и южными селькупскими разновидностями и лексикостатистические подсчёты, указывающие на достаточную близость южных диалектов между собой, чтобы считаться диалектами одного языка (процент лексических совпадений между отдельными диалектами составляет от 91 до 95%). Е. А. Хелимский сравнивал разницу между тазовским (северноселькупский язык) и среднеобским (южноселькупский язык) с разницей между русским и польским или между удмуртским и коми. Одним из дополнительных аргументов в пользу объединения локальных вариантов южноселькупского, так это тот факт, что южноселькупский имеет сегодня малое число носителей и пользователей языка (некоторые диалекты и диалектные группы перестали иметь носителей).
- Северноселькупский язык[6][7][8][9]
  - Тазовские диалекты:
    - среднетазовский
    - верхнетазовский

  - Туруханские диалекты:
    - баихинский (баишенский)
    - карасинский

  - Толькинский диалект
  - Ваховский диалект
- Южноселькупский язык[8][10][11][12]
  - Чумэлкупские диалекты:
    - тымский
    - васюганский
    - нарымский (с ласкинским)

  - Шёшкупский диалект
  - Сюсюкумские диалекты:
    - кетский (говоры):
      - верхнекетский
      - среднекетский
      - нижнекетский

    - чаинский
    - сондровский

  - Верхнеобские диалекты (тюйкум, пайкум)[13]:
    - обской
    - чулымский

## История
До XIX века диалекты селькупских языков играли роль языка межнационального общения в районах между Обью и Енисеем у эвенков, хантов, кетов и югов.
Селькупские языки распались в начале I тыс. н.э., вскоре после завершения прасамодийской эпохи.

## Письменность

### Северноселькупский язык
Письменность создана и внедрена в 1930-х на основе латинской графики, позднее появился кириллический вариант. В 1950-е — 1980-е годы письменность практически не использовалась и не имела стабильной нормы. Ныне действующий алфавит создан в конце 1980-х годов.
Алфавит северноселькупского литературного языка (среднетазовский диалект):
| А а | Ӓ ӓ | Б б | В в | Г г | Д д | Е е | Ә ә | Ё ё | Ж ж | З з |
| И и | І і | Й й | К к | Ӄ ӄ | Л л | М м | Н н | Ӈ ӈ | О о | Ө ө |
| Ӧ ӧ | П п | Р р | С с | Т т | У у | Ӱ ӱ | Ф ф | Х х | Ц ц | Ч ч |
| Ш ш | Щ щ | Ъ ъ | Ы ы | Ь ь | Э э | Ю ю | Я я |     |     |     |

### Южноселькупский язык
В конце XIX века на двух диалектах южноселькупского языка было издано несколько книг с богослужебными текстами. Далее кириллическая письменность для различных диалектов появилась только после 1992 г.
Алфавит нарымского диалекта:
| А а | Ӓ ӓ | Б б | В в | Г г | Ӷ ӷ | Д д | Е е | Ё ё | Ж ж | Җ җ |
| З з | И и | И̇ и̇ | Й й | К к | Ӄ ӄ | Л л | М м | Н н | ӈ   | O o |
| Ӧ ӧ | П п | Р р | С с | Т т | У у | Ӱ ӱ | Ф ф | Х х | ӽ   | Ц ц |
| Ч ч | Ҷ ҷ | Ш ш | Щ щ | ъ   | Ы ы | ь   | Э э | Ю ю | Я я |     |

- Для обозначения долгих гласных используется горизонтальная черта над буквой (макрон).

Другие диалекты южноселькупского языка имеют свои алфавиты.

## Лингвистическая характеристика

### Северноселькупский язык

#### Фонетика и фонология
Северноселькупский язык обладает богатым вокализмом (25 гласных фонем и 16 согласных). В ауслауте чередуются гоморганные носовые и смычные согласные.

#### Морфология
Сфера использования множественного числа сократилась в связи с широким использованием собирательных форм, система падежей расширилась, отрицательный глагол отсутствует. Имеется ряд лексических параллелей с кетским и другими енисейскими, хантыйским, тунгусо-маньчжурскими языками.

### Южноселькупский язык (Нарымский диалект)

#### Морфология

##### Имя существительное[11]
| Падеж                                 | Окончание     | Вопрос                                       |
| ------------------------------------- | ------------- | -------------------------------------------- |
| Именительный                          | ∅             | кто? что?                                    |
| Родительный                           | -т, -н¹       | кого? чего? какой? чей?                      |
| Винительный                           | -п, -м²       | кого? что?                                   |
| Дательно-направительный (для одуш.)   | -н            | куда? к чему?                                |
| Дательно-направительный (для неодуш.) | -нд           | кому? к кому? за кем?                        |
| Местно-личный (для одуш.)             | -нан          | у кого?                                      |
| Местно-временной (для неодуш.)        | -ӷэт/-ӄэт     | где? в чём?                                  |
| Исходно-продольный                    | -эутэ/-утэ    | от/из/вдоль кого/чего?                       |
| Орудийно-совместный                   | -ӽе/-хе, -э́³  | кем? чем? с кем? с чем?                      |
| Лишительный                           | -галк/-калк   | без кого? без чего?                          |
| Назначительно-превратительный         | -тӄо          | Для/из-за/ради кого/чего? За чем? О ком/чём? |
| Исходный (для одуш.)*                 | -ндо/-эндо    | откуда? от чего?                             |
| Исходный (для неодуш.)*               | -ӷэндо/-ӄэндо | от кого?                                     |

¹ ² Редко
³ Может использоваться с существительными, обозначающими виды транспорта, всегда под ударением
* Редко используемые падежи

##### Глагол[11]

###### Изъявительное наклонение
| Настоящее время | Настоящее время    | Настоящее время    | Настоящее время    | Настоящее время     |
|                 | Единственное число | Единственное число | Двойственное число | Множественное число |
| --------------- | ------------------ | ------------------ | ------------------ | ------------------- |
|                 | Непереходный       | Переходный         | -ай                | -аут                |
| 1-е лицо        | -ак                | -ам                | -ай                | -аут                |
| 2-е лицо        | -анд               | -ал                | -али               | -алт                |
| 3-е лицо        | -а                 | -ат                | -аӷ                | -адэт/-ат           |
| Прошедшее время |                    |                    |                    |                     |
|                 | Единственное число | Единственное число | Двойственное число | Множественное число |
|                 | Непереходный       | Переходный         | -ӽай               | -ӽаут/-ӽут          |
| 1-е лицо        | -ӽак               | -ӽам               | -ӽай               | -ӽаут/-ӽут          |
| 2-е лицо        | -ӽанд              | -ӽал               | -ӽали              | -ӽалт               |
| 3-е лицо        | -ӽа/-ӽы/-ы         | -ӽат/-ӽыт/-ыт      | -ӽаӷ               | -ӽадэт/-ӽат         |
| Будущее время   |                    |                    |                    |                     |
|                 | Единственное число | Единственное число | Двойственное число | Множественное число |
|                 | Непереходный       | Переходный         | -лай               | -лут                |
| 1-е лицо        | -лаге              | -лебе              | -лай               | -лут                |
| 2-е лицо        | -лендэ             | -ле                | -ли                | -лалт               |
| 3-е лицо        | -ла                | -ладэ/-лдэ         | -лаӷ               | -ладэ/-лдэ          |

###### Повелительное наклонение
|          | Единственное число | Единственное число | Двойственное число | Множественное число | Множественное число |
| -------- | ------------------ | ------------------ | ------------------ | ------------------- | ------------------- |
|          | Непереходный       | Переходный         | Двойственное число | Непереходный        | Переходный          |
| 2-е лицо | -ленд/-к/-ш/-шк    | -лел/-т/-д         | -ли                | -лелт/-элт/-алт     | -лелт/-элт/-алт     |
| 3-е лицо | -и̇/-и/-ия          | -и̇мд               | -и̇яӷ               | -и̇ят                | -и̇ямд               |